# Pseuduvaria aurantiaca
Pseuduvaria aurantiaca là loài thực vật có hoa thuộc họ Na. Loài này được Friedrich Anton Wilhelm Miquel miêu tả khoa học đầu tiên năm 1865 dưới danh pháp Orophea aurantiaca. Năm 1915 Elmer Drew Merrill chuyển nó sang chi Pseuduvaria.

## Từ nguyên
Tên gọi aurantiaca là lấy theo màu da cam của quả loài này.

## Phân bố
Loài này có ở New Guinea.